# Castello di Lombardia
Il castello di Lombardia, edificio simbolo della città di Enna, è un'imponente fortezza che si erge sul punto più elevato della città.
Con i suoi 26.000 m² di superficie è uno dei castelli di epoca medievale più grandi d'Italia, assieme al castello di Brescia e al castello di Lucera. Il castello di Lombardia deve il suo nome a una guarnigione di soldati lombardi posta a difesa dell'antica fortezza in età normanna.

## Storia

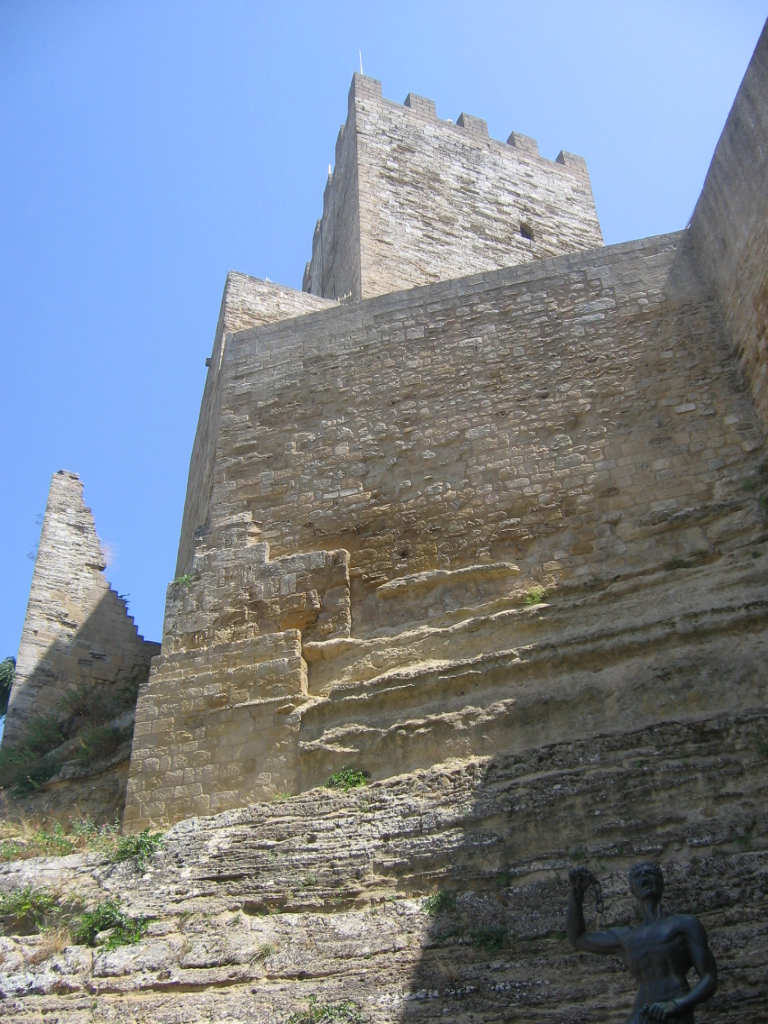
Vista della cinta muraria con la torre pisana

Il castello di Lombardia affonda le sue radici in una fortezza  dei Sicani, che lo utilizzarono in seguito all'avanzare dei Siculi oltre due millenni fa, erigendolo sulla parte più alta della montagna 970 m circa s.l.m., sulla quale avevano fondato Henna.
La fortezza consentì alla città, nata attorno ad essa, di assumere un ruolo di primo piano prima nel popolo sicano, un cui re visse tra le mura del maniero, e in seguito tra le polis greche dell'Isola. Divenne una roccaforte militare difficilmente espugnabile al punto che i Romani che la assediarono dovettero passare dalle fognature per conquistarla.
Ai piedi della fortezza, sulla rocca di Cerere, sorgeva il tempio (descritto da Cicerone) che i Sicani avevano eretto per esprimere il culto alla dea delle messi. Il fatto che il castello dominasse la Rocca era un segno di protezione del potere militare sul culto di Cerere.
Nel 1130 il normanno Ruggero II di Sicilia fece costruire sul sito dell'antica fortezza sicana il castello che con il passare del tempo divenne noto con il nome di castello di Lombardia in seguito alla presenza in esso della guardia lombarda.
Un secolo dopo, l'architetto Riccardo da Lentini su incarico della corte degli Svevi ristrutturò il castello, innalzando 20 torri per rafforzare gli imponenti muraglioni stretti attorno agli atri residenziali, ove soggiornò Federico II di Svevia durante i periodi estivi.
In quegli anni il castello di Lombardia conobbe il culmine della sua importanza strategica; la sua fama si estese oltre i confini siciliani in quanto era uno tra i più inespugnabili d'Italia; fu una roccaforte d'assoluta eccellenza nella quale, per due volte, fu riunito il Parlamento del Regno di Sicilia.
Con l'avvento dei Borbone e lo sviluppo dell'artiglieria il Castello di Lombardia iniziò un declino che lo vide trasformato in una prigione da cui era impossibile evadere. Dal secolo scorso è divenuto la maggiore attrazione turistica di Enna e il monumento medievale più importante della provincia.
Nel 1923 le antiche segrete del castello, dove venivano rinchiusi i prigionieri, furono riconvertite in serbatoi di raccolta dell'acqua potabile; l'acqua, pompata fino alle vasche del castello (punto più alto della città), per pendenza, può essere distribuita ai quartieri del centro storico. Le 4 vasche sono state ricavate da altrettante grandi sale con volta a botte scavate nella roccia, al di sotto del prato presente nel secondo cortile; l'accesso, riservato agli addetti ai lavori, avviene da una porticina situata lungo la muraglia meridionale del maniero.
Nel 2002 un'importante campagna di scavi promossa dalla Sovrintendenza di Enna ha portato alla luce beni di rilevanza archeologica.
Per quasi mezzo secolo il castello è stato sede del Teatro lirico cittadino.

### Il Teatro più vicino alle Stelle
Nell'atrio o piazzale degli Armati, tra muraglie in pietra antica e torri, ha avuto sede il cosiddetto "Teatro più vicino alle Stelle" particolare per ambientazione e scenografia.
Vi si sono esibiti Lucio Dalla, Mango, i Pooh, Antonello Venditti, Angelo Branduardi, Eugenio Bennato, Roy Paci, Mario Incudine, Katia Ricciarelli, Stella Roman, Maria Caniglia, Giovanni Malipiero, Elena Nicolai, Ferruccio Tagliavini e tanti altri personaggi di successo e della lirica.

### Il piazzale della Maddalena
È anche detto piazzale delle Vettovaglie a testimonianza del suo antico ruolo di punto militare strategico; il piazzale della Maddalena è il più vasto, e occupa il settore settentrionale della Cittadella. Vi si immette attraverso l'imponente porta della Catena.
Vi si trovano il punto d'informazione e assistenza e un ampio giardino all'inglese attrezzato per i pic nic all'ombra di pini secolari.

### Il piazzale degli Armati
Utilizzato come ingresso alla Cittadella durante gli spettacoli teatrali.
Gli scavi archeologici ivi condotti hanno scoperto diverse vestigia tra cui il basamento della Torre della Zecca e opere di notevole valore.

### Il piazzale di San Nicola
È il principale atrio, il più interno e rappresentava l'ultimo baluardo di salvezza in caso d'invasione. Per questo motivo, qui si trovano i resti degli appartamenti reali ove vissero sia l'antico re sicano che l'imperatore svevo, la cappella vescovile di San Martino di Tours da cui prende nome, una basilica di cui oggi si intravedono le mura perimetrali, alcuni torrioni, la Torre Pisana, un oratorio rupestre e altre vestigia dell'antico potere.

### La torre pisana
La torre pisana è, fra le 6 torri sveve sopravvissute delle 20 della Cittadella, la più alta, bella e meglio conservata.  Denominata dagli arabi torre delle Aquile si erge dal lato del piazzale di San Nicola e risulta chiaramente visibile anche a distanza dal nord della provincia. 
Probabilmente la maggiore attrazione del maniero la struttura massiccia viene ingentilita da una finissima merlatura guelfa di restauro.
Alla torre pisana si accede da un ingresso moderno; all'interno, una scalinata in pietra conduce al primo livello sul quale si aprono panoramiche finestre e quindi al grande terrazzo i cui merli ricordano il suo strategico ruolo difensivo.
Dall'alto dei quasi mille metri s.l.m. la torre permette, nelle giornate più terse, di intravedere i profili delle Madonie e dei Nebrodi, l'Etna ad oriente e il mar Ionio; dalla parte opposta le colline sino a Caltanissetta e, a sud, il lago Pergusa e il canale di Sicilia sullo sfondo.

## Il ruolo del castello nella vita di Enna
Il castello di Lombardia, importante maniero medievale di Sicilia, ha sempre rivestito un ruolo di primo piano nella città di Enna; nato quasi tre millenni or sono come rifugio dagli invasori ha permesso ad Henna di rivestire importanza al tempo della colonizzazione greca e di opporre una strenua resistenza ai Romani, facendole assegnare il titolo di Urbs Inexpugnablis.
Dalla torre pisana e dal castello ci si accorge visivamente che Enna è l'Umbilicus Siciliae e probabilmente i Romani la soprannominarono così per la vastità dei paesaggi che abbracciano vaste parti dell'Isola.
Il castello di Lombardia costituisce il simbolo architettonico della città ancor prima della torre di Federico II, il suo monumento di maggiore importanza e uno dei più visitati dell'entroterra siciliano.

## L'illuminazione artistica
Il maestoso profilo della Cittadella è stato dotato di un impianto di illuminazione artistica che lo rende chiaramente visibile da decine di chilometri di distanza.
L'impianto ha un triplo effetto scenografico: l'illuminazione del viale che lo circonda, quella che proietta luce diffusa sui muraglioni perimetrali e quella che rischiara la torre pisana. In tal modo il castello risulta visibile da tutte e quattro i punti cardinali.